# 지혜인
지혜인(1990년 12월 12일 ~ )은 대한민국의 배우이다.

## 학력
- 명지대학교 연극영화 학사

## 출연 작품

### 영화
- 《전야》 (2021년) - 혜진 역
- 《경호원》 (2020년) - 태영 역
- 《울학교 이티》 (2008년) - 지연 역

### 드라마
- 《너는 나의 봄》 (2021년, tvN) - 노현주 역
- 《두 번은 없다》 (2019년, MBC)
- 《검색어를 입력하세요 WWW》 (2019년, tvN) - 드라마 여주인공 역
- 《월계수 양복점 신사들》 (2016년, KBS2) - 알바 역
- 《시그널》 (2016년, tvN) - 여자 역

## 수상
- 2018년 국제반려동물문화축제 국제참예술인 대상